# Regiones hidrográficas de Portugal
De acuerdo con la ley n.º 58/2005, de 29 de diciembre de 2005, Portugal está dividido en 10 regiones hidrográficas:
- Región hidrográfica del Miño y Limia
- Cávado, Ave e Leça
- Douro
- Vouga, Mondego, Lis e Ribeiras do Oeste
- Tejo
- Sado e Mira
- Guadiana
- Ribeiras do Algarve
- Açores
- Madeira[1]

A su vez, la gestión de cada cuenca hidrográfica compete a las administraciones de las regiones hidrográficas (ARH).